# Зошит смерті
«Зошит смерті» (яп. デスノート, Десу Но:то, англ. Death Note) — японський манґа- та аніме-серіал, вигаданий Цуґумі Оба і намальований Такеші Обата. Головним героєм є Лайт Яґамі, найкращий учень Японії, який згодом стає володарем Записника Смерті.
Вперше «Зошит смерті» з'явився перед читачами у вигляді манґи у грудні 2003 року, манґа продовжувала виходити в журналі Weekly Shonen Jump до травня 2006 року і містила в собі 108 глав, які пізніше вийшли у 12 томах (танкобонах) у Японії. Ідея манґи лягла в основу двох парних ігрових фільмів (сиквелів), що вийшли в кінотеатрах Японії в червні та листопаді 2006 року. Обидва фільми лише частково використовують сюжет манґи і є самостійними творами. У серпні 2006 року за мотивами манґи вийшла книга автора на ім'я Нішіо Ішін. У жовтні 2006 року на телеканалі Nippon TV стартував 37-серійний аніме-серіал. 31 серпня на телеканалі Nippon TV показали «Death Note Director's Cut Final Conclusion» — повнометражний фільм (названий special), що розповідав сюжет аніме у вигляді розповіді сініґамі Рюка. 10 січня 2007 року аніме- і манґа «Записник смерті» були ліцензовані для видання на території США компанією VIZ Media.
Також на території Японії компанією Konami були видані три відеогри для гральної консолі Nintendo DS.

## Сюжет манґи
Сюжет манґи відрізняється від сюжету аніме. Манґу можна розділити на 2 частини, між якими автори зробили перерву 7 тижнів. Манґа стартувала 1 грудня 2003 року в журналі «Weekly Shonen Jump», нові розділи з'являлися щотижня, в кожному розділі приблизно 20 сторінок.

### Томи манґи
1. Нудьга (яп. 退屈 Тайкуцу) — Квітень 2004
2. З'єднання (яп. 合流 Ґо: рю:) — Липень 2004
3. Важкі перегони (яп. 激走 Ґекісо:) — Вересень 2004
4. Кохання (яп. 恋心 Коіґокоро) — Листопад 2004
5. Білий папір (яп. 白紙 Ґакусі) — Лютий 2005
6. Обмін (яп. 交換 Ко: кан) — Квітень 2005
7. Зеро (Нуль) (яп. 零 Рей) — Липень 2005
8. Відмітка (яп. 的 Текі) — Вересень 2004
9. Контакт (яп. 接触 Сессьоку) — Грудень 2005
10. Видалення (яп. 削除 Сакудзьо) — Лютий 2006
11. Споріднений дух (яп. 同心 До: сін) — Травень 2006
12. Фініш (яп. 完 Кан) — Липень 2006
13. Путівник «Записник Смерті: Як читати» — жовтень 2006

### Перша частина (розділи 1-59)
Перша частина манґи складається з 59 глав — у них читач ближче знайомиться з головним героєм, його принципами, а також з його головним супротивником — L. Перша частина в основному присвячена поєдинку Лайта і L. Загалом, перша частина подібна за змістом до аніме. Наприкінці L помирає.

### Друга частина (розділи 60-109)
Друга частина манґи, що з'явилася після перерви, показує боротьбу Лайта та наступників L. Цих наступників двоє, і разом вони можуть протистояти Лайту. Однак згодом вони сваряться, і починають полювати на Лайта окремо. Однак цим вони не приходять до кращого результату, оскільки Кіра невловимий. Він намагається вбити обох наступників. А ті, у свою чергу, прагнуть вбити Лайта.

### Путівник
«Записник смерті: як читати» — офіційний путівник по всіх главах манґи. Також його можна вважати тринадцятим томом манґи, хоча він і не містить нової інформації. Тут розповідається про події, які відбулися у попередніх томах манґи, а також подано доповнення і нову точку зору щодо цих подій. Також тут подано справжнє ім'я L, яке ніколи не зустрічалося раніше ні у манзі, ні в аніме.

## Сюжет аніме
В основу сюжету лягла філософська ідея: «Чи можна творити добро, вбиваючи інших?». Автор вигадав оригінальну історію, в якій розкривається ця думка. Він показав, що сталося б зі світом, якби справедливість взялася за косу, однозначно ставши на бік традиційної моралі. Випробуванню божественною владою були піддані найрозумніший (Яґамі Лайт, який у школі регулярно ставав найкращим на державних тестах і набрав безпрецедентний стовідсотковий результат на вступних іспитах до коледжу), а наприкінці й найморальніший (Мікамі Теру, який з самого дитинства завжди виступав проти зла і несправедливості, навіть якщо боротьба була безнадійна) люди Японії. Й оскільки автор не дав цим героям шансу на глядацьку симпатію, малюючи їх відверто антипатичними штрихами (шаблонно-дурнуватий злорадний сміх, божевільні очі й тиради), і показав їх спотвореними та зруйнованими, на філософському рівні «Death Note» є типовим моралізаторським твором.
Автор розглянув важливі психологічні питання, показавши реакцію, мотиви і бажання самого вбивці, а також реакцію оточуючих на це. При чому є ті, що засуджують вбивцю, і ті, що вважають його вчинки правильними і готові слідувати даному прикладу. Тому першою сюжетною лінією буде думка — «Якщо ти бажаєш зробити добро, то завжди знайдеться хтось, хто захоче тобі завадити». Однак це лише початкова думка, в глибині сюжету лежать набагато важливіші роздуми про владу, владолюбство і контроль над людьми. Ця могутня сила — управляти долями інших і приводить головного героя до загибелі, адже захопившись вбивством, він відійшов від головної мети, яку ставив перед собою на початку — світової справедливості.
Лайт Яґамі, найкращий учень Японії, а за сумісництвом син шефа поліції Соітіро Яґамі, знаходить Зошит Смерті Сініґамі Рюка. Ця знахідка дозволяє Лайту вбивати людей, написавши їхнє справжнє ім'я у знайденому записнику (за умови, що ти знаєш жертву в обличчя). Разом із записником, перед Лайтом згодом з'являється і Сініґамі Рюк. Він пояснює Лайту правила використання знахідки і супроводжує його усюди, оскільки є невидимим для решти.
Знайшовши записник, Лайт починає вбивати злочинців. Однак згодом їхня масова загибель (без будь-яких контактів з оточенням) привертає увагу ФБР (а також батька Лайта, Соітіро Яґамі, начальника поліцейського підрозділу). Однак навіть найкращим детективам не вдається знайти загадкового вбивцю, якого всі охрестили Кірою (Кіра на японській «вбивця»). Лайт, він же Кіра, без труднощів контролює всі дії ФБР, вбивши деяких детективів, що слідкували за його будинком. ФБР, зрозумівши, що ніколи не знайде справжнього вбивцю, залучило до справи свого найкращого детектива — L. Оскільки ніхто не знає його справжнього імені, Лайт не може його вбити, адже це суперечить умовам Записника Смерті. L поступово звужує коло підозрюваних, концентруючи увагу на Лайті. Ці двоє знають про плани один одного, і жоден не може зробити помилку — коли помилиться Лайт, його посадять у в'язницю; коли помилиться L, Лайт вб'є його.
Згодом у потік подій включається дівчина Міса Амане, другий Кіра, яка володіє другим Записником Смерті. Вона закохується в Лайта, і жертвує заради нього усім, укладаючи угоди із Сініґамі (Богами Смерті). Саме боротьба Лайта і Міси з однієї сторони, та L і групою поліцейських з іншої і є подальшою основою сюжету.
Автор Такесі Оба сказав, що він не бажав створювати звичайне аніме із «вулично-хуліганським стилем». Натомість його аніме насичене роздумами героїв, що часто допомагають прослідкувати хід їхніх думок. Так само Оба не хотів прямо вказувати на смерть Лайта, оскільки основним вважає не його загибель, а наслідки його вчинків.

## Персонажі

### Головні герої

Кіра та Рюк

Лайт Яґамі (яп. 夜神 月) (Кіра) — головний герой. Надзвичайно розумний, без перебільшення геній. Сімнадцятирічний юнак, що закінчує школу і під час подій у серіалі стає студентом університету. Знайшовши Записник Смерті, Лайт слідує вказівкам сініґамі Рюка і починає вбивати злочинців. У цьому показано викривлене бажання Лайта досягнути справедливості. Його метою є світ без зла і насильства, де він буде богом. Однак цій утопії не дано втілитися в життя.
L (яп. エル) — найкращий і найдосвідченіший детектив у світі. Його геніальні здібності у всьому протиставляються Лайту, його найзлішому ворогу. Він має доволі оригінальну зовнішність — постійні синці під очима, неслухняне розкуйовджене волосся. L постійно мерзне, а також обожнює солодощі. Згодом Лайт вбиває його.

Знак L

Міса Амане (Другий Кіра) (яп. 弥 海砂) — дівчина, що шалено закохана в Лайта. Її батьків вбили, однак злочинця виправдали. Лайт вбив злочинця, після чого Міса знайомиться з ним і повністю присвячує себе йому, допомагаючи і укладаючи угоди з Сініґамі. Вона також має свій Записник Смерті, однак віддає його Лайту. Міса — відома модель, вона також є підозрюваною у справі Кіри. Згодом вона починає жити разом з Лайтом, хоча він не має до неї почуттів, а просто використовує у своїх планах
вперше з'являеться у 17 серії.
Мелло (яп. メロ) — один з наступників L, який працював у парі з Ніа. Однак згодом вони сваряться, продовжуючи полювати на Лайта окремо. Мелло, як і L, любить солодощі. Хоча Мелло дуже розумний, він часто піддається під вплив емоцій і є дуже імпульсивним.
Ніа (яп. ニア) — другий наступник L, що, так само як і він, має псевдонім — N. Він схожий на L звичками і манерою розмови. Після сварки з Мелло, Ніа намагався відновити мир, однак Мелло не погоджується. Після цього Ніа працює сам, він створює Таємне Положення для Кіри.

### Сініґамі
Рюк (яп. リューク) — бог смерті, що впустив Записник Смерті, таким чином наблизивши його до Лайта. Після цього він з'являється перед Лайтом, пояснюючи йому основні правила записника. Рюк всюди слідує Лайту, адже більше ніхто не може його бачити. Рюк стверджує, що в нього майже наркотична залежність від яблук, хоча боги смерті не мають внутрішніх органів, тому не потребують харчування.
Рем (яп. レム) — богиня смерті, що всюди супроводжує Місу. Хоча боги смерті нічого не відчувають до людей, Рем насправді піклується за Місу, вона погрожує Лайту не шкодити дівчині; а згодом Рем гине заради Міси. Однак дівчина цим зовсім не переймається, про загибель богині смерті вона жодного разу нічого не сказала.
Шідо (яп. シドウ) — бог смерті. Це його Записник Смерті впустив Рюк, тому Шідо слідує за ним, щоби повернути втрачену річ. Згодом він переслідує Мелло, вважаючи його власником Записника Смерті.

## Записник Смерті

Записник Смерті

Записник Смерті — головна зброя Сініґамі . Записник стане частиною реального світу, коли торкнеться землі. Якщо Сініґамі не встигне підхопити записник швидше, ніж людина, то записник стане власністю цієї людини до тих пір, поки вона не помре (також вона може відмовитися від Записника чи передати комусь іншому). Записник Смерті містить велику кількість правил, деякі з них не знають навіть ліниві Сініґамі.

### Правила Записника Смерті
- Людина, чиє ім'я буде записано у записнику, помре.
- Записник не подіє, якщо той, хто пише, не буде знати обличчя жертви. Таким чином, люди з однаковими іменами не помруть від одного запису.
- Якщо причина смерті буде написана протягом 40 секунд після написання імені, то так жертва і загине.
- Якщо причина смерті не вказана, то людина помре через 40 секунд від серцевого нападу.
- Після написання обставин смерті, деталі смерті повинні бути написані протягом наступних 6 хвилин 40 секунд.

Крім цих правил, постійно з'являються нові (у аніме: переважно наприкінці серії, англійською і японською, імітуючи правила у манзі). Всі правила контролюють використання Записника Смерті, без дотримання їх не буде вчинено акт вбивства.

## Фільми
На час виходу у світ першого фільму, манґа «Death Note» мала шалену популярність в Японії, тому касові збори від першого ігрового фільму за вікенд перевершили навіть відомий «Код да Вінчі».

### Фільм перший

Обкладинка першого фільму

Через 2 місяці після виходу останнього 108-ого розділу манґи, яка вже не містила нічого нового, на екранах Японії з'явився перший фільм за мотивами манґи. Фільм носив назву «Записник Смерті», без жодних додаткових вказівок на назву. Над фільмом спільно працювали американські та японські компанії, навіть «Warner Bros». Можливо, саме через це у фільму проскакують «голлівудські» нотки, які є очевидними недоліками . Через це сюжет був дуже сильно зміненим (у порівнянні з манґою) — потреба у обробці фільму під «голлівудський стандарт». Наприклад, головний герой — Лайт Яґамі — має у фільмі дівчину (чого не було ні в оригінальній манзі, ні в аніме), Зрозумілою що ця особливість сильно вплинула на сюжет. Сценарій настільки перекручений, що Лайт намагається за допомогою власної дівчини підібратися до L. Натомість, упущені деякі персонажі (наприклад Наомі), а також не показано перший провал Кіри. Загалом, фільм не дістав хороших відгуків у критиків, для читачів манґи він практично незрозумілий.

### Фільм другий. «Останнє ім'я»

Обкладинка другого фільму

Другий фільм вийшов услід першому, однак ажіотажу навколо нього вже не було (мабуть, через критику першого фільму). Сюжет розвивається одразу ж після першого фільму, однак так само мало що запозичив із манґи. Знову проскакує нелогічність сюжету, головних героїв манґи і аніме практично не показано. Натомість, є урочистості перемоги L. Трейлер до другого фільму починається з рядків: «Останнє ім'я — це Лайт. Останнє ім'я — це L. Останнє ім'я — це Міса. Останнє ім'я — це…»

### Фільм третій
Третій фільм вийшов у світ у лютому 2008 року. Він носив назву «L: змінити світ». Відповідно, він ще далі відійшов від сюжету манґи.
Головним протагоністом фільму є L. Події є хронікою, за 23 дні до смерті L. Тоді досвідченому детективу доводиться вистежувати угруповання біотерористів, які за допомогою вірусу намагаються знищити людство.

## Книга
Книга, написана Нішіо Ташіном, під назвою «Записник Смерті: Другий Записник», є приквелом до оригінальної манґи. Це історія, яка розгортається навколо головного сюжету. В книзі Мелло розповідає про першу зустріч L із Місорою Наомі в Лос-Анджелесі. Тут розповідається про розкриття справи «Серійного вбивці ВВ», про якого йде мова у ІІ томі манґи. Також дана розповідь про роботу L. Також в книжці розповідається про дім-притулок Ватарі, і як працювала вся система геніїв включаючи L, Ніа та Мелло.

## Відеоігри
Death Note: Kira's Game (デスノート- キラゲーム)
- Жанр: стратегія
- Платформа: Nintendo DS
- Дата випуску: 15 лютого 2007

Death Note: Kira Game

- Стратегічна гра, де гравець повинен обрати для себе роль Лайта або L.

Death Note — L's Successors (デスノート- Lを継ぐ者)
- Платформа: Nintendo DS
- Дата випуску: 12 липня 2007

Death Note — L's Successors

L the Prologue to Death Note: Spiraling Trap
- Платформа: Nintendo DS
- Дата випуску: 7 лютого 2008

Також деякі персонажі «Записника Смерті» були задіяні в іграх Jump Super Stars, Jump Ultimate Stars і Jump Force всі ігри представляли жанр файтинг, де персонажі були взяті із різних манґ журналу Shonen Jump.

## Саундтрек

### Відкриваючі композиції (опенінги)
1. «the WORLD»(«Світ») Nightmare (епізоди 1-19)
2. «What's Up People?!»(«Що таке, люди?») Maximum the Hormone (з епізоду 20)

### Закриваючі композиції (ендинги)
1. «Alumina» Nightmare (епізоди 1-19)
2. «Zetsubou Billy» Maximum the Hormone (з епізоду 20)

## Нагороди
- 11 березня 2007 року аніме «Записник Смерті» отримало нагороду «AnimeReactor Community Awards 2006» в категорії «Найкращий новачок» (англ. Best Newcomer).

## Цікаві факти
- У 14-ій серії, коли Лайт переглядав Інтернет, він користувався вигаданою пошуковою системою під назвою «Gentle», дизайн головної сторінки якої схожий на дизайн пошукової системи «Google». В полі для пошуку Лайт набирає アマネミサ (Амане Міса), після чого потрапляє на сторінку пошуку картинок, таку саму, як і в «Google».
- Мелодія на одному з трьох стільникових телефонів Міси Амане — пісня «Alumina» гурту «Nightmare», яка звучить під час першого ендінґу. Така ж мелодія на телефоні менеджера Міси — Маруди Тоти.
- В аніме і манзі Лайт грав у теніс, у фільмах — у баскетбол.
- Death Note (яп. デスノート Десу Ното). Японська назва — це запис англійського «Death Note» знаками катакани і не більше. Взагалі-то, ця назва не перекладається з японської на українську. При цьому «Death Note» можна перекласти з англійської на українську як «Мертвий Записник», однак якщо «Мертвий Записник» перекласти з української на японську, то вийде «сі но ното» (яп. 死のノート).
- У зв'язку з неоднакових трактуванням в англійській мові слова «Note», яке найчастіше вживається у значенні «Записка», багато англомовних фанів називають аніме «Notebook of Death».
- У 18-ій серії, Лайт користується програмою, схожою на «Microsoft Excel», запущеною під операційною системою, схожою на «Mac OS X». Можна навіть розрізнити фірмові значки (іконки) «Excel» і яблуко — символ компанії «Apple», творця «Mac OS X».
- Наприкінці першого ендінґу на секунду з'являється обличчя Міси Амане. Її можна побачити на рекламному щиті на будівлі під час польоту камери навколо Лайта. Вона вдягнена в костюм янгола з крилами, як в 19-ій серії. У першому фільмі обличчя Міси можна побачити на автобусі, в якому Лайт дізнався ім'я Рея Пенбера.
- На початку другої заставки до аніме йдуть назви «Death Note» на різних мовах. Російською ця назва написана як «Записка ангела смерти».
- В 20-ій серії L каже: «Якщо я помру, то моїм наступником стане Лайт», тим самим роблячи своїм наступником Лайта, а не Мелло чи Ніа.
- Мелло і Ніа вперше з'явилися в аніме у 20-ій серії, під час другого опенінґу. Це означало, що наступні серії будуть ґрунтуватися на манзі, як і попередні. Справжня поява головних героїв відбулася у 26-ій серії.
- У манзі Амане Міса померла через рік після загибелі Лайта, через те, що в неї закінчився термін продовження життя.
- Рея Пенбера у фільмах звали Рей Івамацу.
- В 1 серії можна помітити, що в класі один з учнів грає в портативну консоль, дуже схожу на «Nintendo DS»
- Наприкінці деяких глав манґи манґака пише правила Записника Смерті. Всі вони пронумеровані римськими цифрами. В 29 главі правила пронумеровані римською цифрою XVIV — це правильне класичне написання числа 19, хоча і поширеніший «скорочений запис» — XIX. В інших випадках автор використовує «скорочений» варіант.
- В 1 і 26 серіях можна побачити великий вуличний екран під маркою «Fanasonic», що дуже схоже на «Panasonic».
- У пілотному випуску манґи було сказано, що Записник Смерті має 60 сторінок по 38 рядків. У випуску також сказано, що якщо Записник закінчиться, то можна в будь-який момент попросити Сініґамі про новий. Але в правилах Записника Смерті, в 43 главі, сказано, що Записник не закінчиться ніколи.
- У пілотному випуску манґи сініґамі дав Лайту Гумку Смерті, за допомогою якої можна стирати записи в Записнику Смерті. Тоді, у випадку якщо загибла людина ще не розклалася, то вона оживе.
- Події манґи відбуваються «із зсувом» наперед на 3 роки. У манзі дія починається у 2004 році, а в аніме — 2007 році. По манзі, день народження Лайта — 28 лютого 1986 року, по аніме — 28 лютого 1989 року.
- Важливим елементом сюжету в аніме є яблуко. Швидше за все, воно має тут значення на мотив біблійного сюжету — спокуса. Яблука часто з'являються в аніме — від улюбленої страви Рюка до марки комп'ютера Лайта.
- У 34 серії на різдвяній ялинці у штабі SPK висить портативна приставка, дуже схожа на «Sony PSP» і робот, схожий на персонажів аніме-серіалу «Mobile Suit Zeta Gundam».
- Людина, яка володіє Записником Смерті, не може бачити довготу життя інших людей, що володіють Записниками Смерті. Однак сініґамі можуть бачити це.
- Сініґамі неможливо вбити звичайними способами. Однак він помре, коли врятує життя іншій людині.
- Навіть сініґамі, істинні володарі записника, не знають всього про записник.